# 三陽路駅
座標: 北緯30度35分52秒 東経114度18分06秒 / 北緯30.59778度 東経114.30167度
三陽路駅（さんようろえき）は中華人民共和国湖北省武漢市江岸区に位置する武漢地下鉄1号線・7号線の乗換駅である。

## 駅構造
- 高架駅となっている。

## 歴史
- 2004年7月28日 - 1号線開業。
- 2018年10月1日 - 7号線開業。

## 隣の駅
武漢地下鉄
■1号線
黄浦路駅 - 三陽路駅 - 大智路駅
■7号線
香港路駅 - 三陽路駅 - 徐家棚駅